# Ecliptopera silaceata
Ecliptopera silaceata је врста ноћног лептира (мољца) из породице Geometridae. 

## Опис
Распон крила 23-27 мм. Јавља се у две различите форме. Типична форма је са непрекинутом тамном централном траком преко предњег крила, а друга са тамном централном траком која је прекинута са две смеђе и беле линије. Обе форме имају препознатљив низ тамних клинастих ознака иза централне траке. 

## Распрострањење и станиште
Распрострањена на Холарктику: Европа, Азија, Северна Америка.  У Србији је распрострањена на планинама. Насељава плавне шуме, на обалама река и потока са бујном вегетацијом.  

## Биологија
Адулти су активни од маја до краја августа. Гусенице се налазе од јуна до октобра. Оне су зелене боје и добро се камуфлирају. Гусенице се хране биљкама Epilobium angustifolium и Impatiens noli-tangere.  

## Синоними
- Cidaria silacearia Boisduval, 1840
- Diactinia silaceata (Denis & Schiffermüller) 1775
- Geometra silaceata Denis & Schiffermüller, 1775
- Phalaena cuneata Donovan, 1810
- Phalaena insulata Haworth, 1809